# Музей морского флота Украины
Музей морского флота Украины (укр. Музей морського флоту України ) — музей в Одессе, посвящённый морской истории. Один из старейших морских музеев.

## История

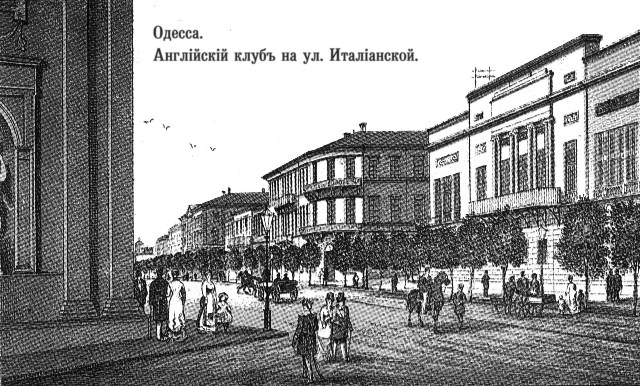
Английский клуб (справа) на старой гравюре

Музей основан в 1920 году моряком и художником В. А. Ченцовым. Морской музей располагался на бульваре Фельдмана, 3 (ныне Приморский бульвар) в доме Марини (памятник архитектуры национального значения, охранный номер 1458/3, архитектор Джованни Фраполли). В 1941—1944 годах, во время румынско-немецкой оккупации Одессы, музей был разграблен. 1965 году музей возобновил свою работу как Музей морского флота СССР в здании бывшего Английского клуба (ул. Ланжероновская, 6). Здание построено в 1842 году по проекту архитектора Грегорио Торричелли.
За период с 1965 по 2005 года с экспозицией музея ознакомилось 11 млн посетителей.

## Современное состояние
70 тысяч экспонатов, которые остались после пожара в 2005 году, находились в здании Одесского морского вокзала. Часть коллекции (около 5%) экспонировалась с 2007 года. В 2014 году с экспозицией ознакомилось всего-лишь 16 тыс. посетителей, в 2015 меньше 5 тысяч. В связи со строительством в помещении морвокзала «Открытого таможенного пространства» музей выселен и с 16 февраля 2016 года работает в Музее одесского морского порта имени Ф.П. де Волана.